# بلبل زرین (جایزه موسیقی)
بلبل زرین (چکی: Zlatý slavík) نام یک جایزهٔ موسیقی مبتنی بر اخذ آرای دسته‌جمعی بود که در سال ۱۹۶۲ میلادی توسط روزنامهٔ «دنیای جوان» و «اس‌ام‌ئه» در کشور چکسلواکی بنیان نهاده شد و برگزاری‌اش تا سال ۱۹۹۱ میلادی ادامه شد. در اولین سال نظرسنجی، ۷۹۷ رأی برگردانده شد؛ بالاترین تعداد آرای ثبت شده در تاریخ ۲۹ ساله آن، بیش از ۱۱۵۰۰۰ رأی بود. از سال ۱۹۶۹ تا فروپاشی کمونیسم در چکسلواکی در سال ۱۹۸۹، نتایج نظرسنجی به دلایل سیاسی جعل شد.
این جایزه به برترین خوانندگان مرد و زن و همچنین برترین گروه‌های موسیقی و برترین ترانه‌ها تعلق می‌گرفت.